# Joe Scarborough

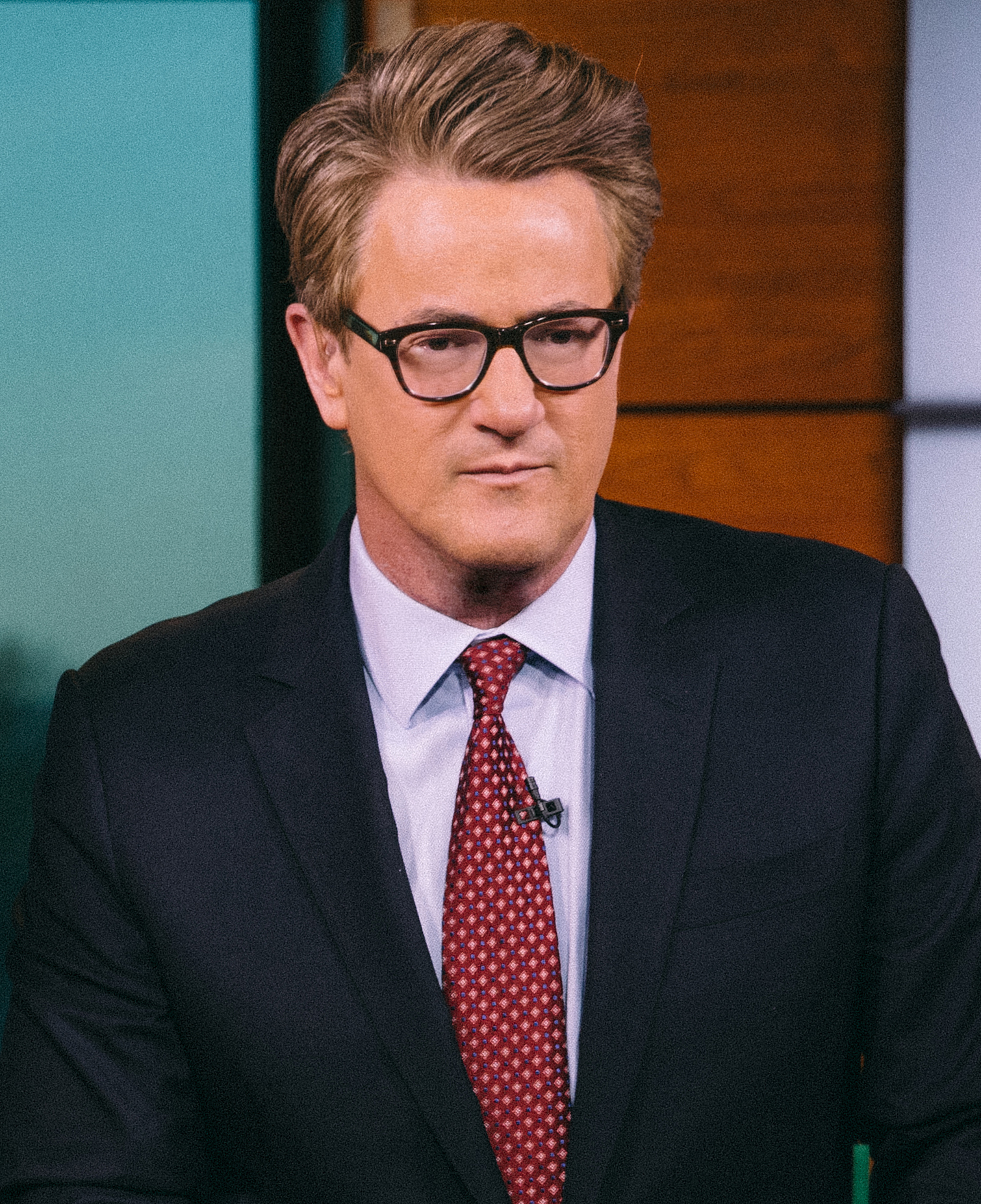
Joe Scarborough (2017)

Charles Joseph „Joe“ Scarborough (* 9. April 1963 in Atlanta, Georgia) ist ein US-amerikanischer Fernsehmoderator und Politiker. Scarborough ist Moderator von Morning Joe, einer politischen Talk- und Nachrichtensendung des US-Nachrichtensenders MSNBC. Co-Moderatorin ist seine Frau Mika Brzezinski. Vorher moderierte er Scarborough Country und arbeitete als Anwalt. Von 1995 bis 2001 war er republikanischer Abgeordneter des Repräsentantenhauses der Vereinigten Staaten.

## Herkunft und Ausbildung und Familie
Joe Scarborough wurde im Bundesstaat Georgia geboren. Er besuchte die konfessionell geprägte Catholic High School (Katholische High School) in Pensacola (Florida). 1985 erwarb Scarborough einen Bachelor-Abschluss an der University of Alabama, fünf Jahre später, 1990, einen J.D.-Abschluss an der juristischen Fakultät der Universität von Florida (University of Florida College of Law). Scarborough bekennt sich zur baptistischen Richtung des Protestantismus.
1986 heiratete er zum ersten Mal. Aus der Ehe mit Melanie Hinton gingen zwei Söhne hervor, von denen einer das Asperger-Syndrom hat. 1991 erhielt Scarborough die Zulassung, um als Anwalt mit Fachgebiet Zivilrecht in Florida zu arbeiten. Daneben unterrichtete er an einer High School. Außerdem produzierte er CDs mit seiner Band Dixon Mills.
Im Oktober 2001 heiratete Scarborough Susan Waren. Waren ist eine ehemalige Mitarbeiterin von Jeb Bush, damals Gouverneur von Florida. Aus der Ehe ging 2003 eine Tochter und 2008 ein Sohn hervor; die Ehe wurde im Januar 2013 geschieden.  Im Mai 2017 wurde bekannt, dass er mit seiner Kollegin Mika Brzezinski verlobt ist. Das Paar heiratete am 24. November 2018 in Washington, DC.

## Politische Laufbahn
Politisch trat Scarborough erstmals Ende des Jahres 1993 hervor, als er sich an der Organisation einer Bürgerinitiative gegen eine massive Erhöhung der Grundsteuer in seiner Heimatstadt Pensacola beteiligte. Im Zuge dieser Kampagne knüpfte Scarborough zahlreiche Kontakte, die ihm beim weiteren Ausbau seiner politischen Karriere zugutekamen. Im folgenden Jahr gewann Scarborough die Nominierung der Republikanischen Partei für den 1. Kongresswahlbezirk von Florida. Bei der Wahl gewann Scarborough, der 61 % der abgegebenen Stimmen erhielt, gegen den demokratischen Gegenkandidaten Vinnie Whibbs, den Staatsanwalt von Pensacola. Scarborough wurde damit der erste Republikaner, der mit der Vertretung dieses Distrikts im Kongress beauftragt wurde, seitdem dieser gegründet wurde. Seine Wahl wird üblicherweise im Zusammenhang mit dem Erdrutschsieg der Republikaner bei den Wahlen zum Repräsentantenhaus dieses Jahres gesehen.
Im Repräsentantenhaus trat Scarborough die Nachfolge des demokratischen Abgeordneten Earl Hutto an. Ausschüsse, denen er angehörte, waren der Streitkräfteausschuss (Armed Services Committee), der Ausschuss für Rechtsfragen, der Ausschuss für Erziehungsfragen (Education Committee) und der Ausschuss für die Reformierung der Regierungsstrukturen (Government Reform Committee). 1998 übernahm er den Vorsitz des Ausschusses für Fragen des Öffentlichen Dienstes (Civil Service Committee).
1996 wurde Scarborough mit einem Stimmenanteil von 72 % wiedergewählt. Bei den Wahlen von 1998 und 2000 war er der einzige eigentliche Kandidat, der im 1. Kongressbezirk von Florida antrat – als „Gegenkandidaten“ waren lediglich Leerfelder im Wahlzettel vorhanden, in die der Wähler nach Belieben Namen eintragen konnte. Zusammen mit etwa 40 weiteren jungen republikanischen Abgeordneten bildete Scarborough den Zusammenschluss der Neuföderalisten (New Federalists), eine Gruppe, die sich insbesondere mit der Forderung nach drastischer Senkung der Regierungsausgaben, nach Abschaffung der Regierungsbehörden für Handel-, Erziehung, Energie- sowie Wohnungs- und Stadtplanung hervortat. Ferner wurde er von Newt Gingrich mit der Leitung einer republikanischen Arbeitsgruppe für Erziehungsfragen beauftragt. In dieser Eigenschaft äußerte er, sein Ziel bestehe darin, in der Organisation des Unterrichtsbetriebes möglichst viel Macht und Geld, das derzeit in Washington liege, in die einzelnen Klassenzimmer zu verlagern.
Im US-Kongress unterstützte Scarborough unter anderem eine Gesetzesvorlage, die die US-Regierung zwingen sollte, sich nach einer Übergangszeit von vier Jahren aus den Vereinten Nationen zurückzuziehen, sowie verschiedene Gesetzesentwürfe, die sich gegen Abtreibung wandten: so ein Gesetz, das es zu einem eigenständigen Straftatbestand erklärte, einen Fötus im Zuge eines anderen Verbrechens (wie beispielsweise einer an der Mutter verübten Körperverletzung) zu schädigen, um so die Eigenpersönlichkeit des Fötus und damit seinen Status als eigenständiges Opfer zu betonen. Scarborough stimmte 1995 für den 'Medicare Preservation Act', der einschneidende Kostenreduzierungen im Gesundheitswesen vorsah, und 1996 für den 'Small Business Job Protection Act', der den Mindeststundenlohn auf 5,15 Dollar anhob. Die American Conservative Union gab ihm eine Wertung von 95 %. Als konservativ gelten insbesondere seine Voten in Fragen der Wirtschaft, des Sozialwesens und der Außenpolitik. Als Gemäßigter gilt er dagegen in Umweltangelegenheiten und in Fragen der Menschenrechte.
Im Mai 2001 erklärte Scarborough, dass er seinen Sitz im Kongress am 6. September 2001 abgeben werde, um mehr Zeit mit seiner Familie verbringen zu können. Seinen Rücktritt reichte er am 5. September 2001 ein. Anschließend trat er in die Anwaltskanzlei von Fred Levine in Florida ein und übernahm auch Aufträge der Kanzlei Beggs and Lane. 2002 wurde Scarborough in das Gremium The President’s Council on the 21st Century Workforce berufen, das sich mit der Entwicklung des US-Arbeitsmarktes im 21. Jahrhundert befassen und – basierend auf seinen Erkenntnissen – Handlungsempfehlungen für die zukünftige Arbeitsmarktpolitik der Regierung erstellen sollte.
Seine Erfahrungen als junger republikanischer Abgeordneter im Kongress der Clinton-Jahre verarbeitete Scarborough in dem 2004 erschienenen Buch Rome Wasn’t Burnt in a Day, einer Mischung aus Erlebnisbericht und politischer Reflexion, in der er insbesondere die, seiner Meinung nach, unverantwortliche Ausgabenpolitik der beiden großen Parteien kritisiert.
Im Juli 2017 verließ Scarborough aufgrund der passiven Haltung seiner Partei gegenüber US-Präsident Donald Trump die Republikanische Partei.

## Journalist und Moderator
Im April 2003 begann Scarborough als hauptberuflicher Fernsehmoderator für den Kabelsender MSNBC zu arbeiten. Dort erhielt er zunächst die nach ihm benannte Sendung Scarborough Country, eine Informationssendung, die eine Mischung aus Einspielbeiträgen zu aktuellen Themen, Diskussionen mit prominenten Gästen sowie persönlich gefärbten Kommentaren Scarboroughs bot. Eine dreistündige Radiosendung, die Scarborough 2005 erhielt und die werktags zwischen 10.00 und 13.00 Uhr (Ostküstenzeit) ausgestrahlt wurde, gab er nach wenigen Monaten Laufzeit wieder auf, weil sich nicht hinreichend viele landesweite Radioanstalten als Lizenznehmer für das Format fanden.
Im Mai 2007 wurde Scarborough einer von vier im Rotationsverfahren eingesetzten Gastgebern der morgendlichen Nachrichtensendung Morning on MSNBC. Im Juli desselben Jahres wurde dieser Sendeplatz mit der Sendung Morning Joe auf Scarborough zugeschnitten. Die Sendung erzielte zeitweise eine durchschnittliche Einschaltquote von etwa 550.000 Zuschauern pro Sendung und galt nach den Konkurrenzsendungen Fox and Friends auf Fox News und American Morning auf CNN als die dritterfolgreichste Sendung dieses Formats. Seine Co-Moderatoren sind Mika Brzezinski und Willie Geist. Ergänzend zu seiner Tätigkeit als Moderator seiner eigenen Sendung tritt Scarborough regelmäßig als Gast-Kommentator oder Panelist (Podiumsdiskutant) in anderen Nachrichtensendungen, wie Hardball with Chris Matthews oder Race for the White House, sowie in Unterhaltungsformaten, wie Real Time with Bill Maher oder The Colbert Report, auf.
Er verfasst außerdem regelmäßig Kommentare für die Washington Post.
2019 wurde Scarborough für die Verbreitung seiner Ansicht, Jeffrey Epstein sei von russischen Hintermännern getötet worden, kritisiert, da es für diese Theorie keine Belege gibt.
Scarborough ist zitiert worden als ein Beispiel dafür wie die Presse versuchte die schwache kognitive Leistungen von Joe Biden zu verdecken.

## Schriften
- Rome Wasn't Burnt in a Day. The Real Deal on How Politicians, Bureaucrats, and Other Washington Barbarians are Bankrupting America, 2004, ISBN 978-0-06-074984-2 (Hard Cover)